# ザ・マウンテン 決死のサバイバル21日間
『ザ・マウンテン 決死のサバイバル21日間』（原題: The Mountain Between Us、意味:『私たちの間の山』、）は2017年にアメリカ合衆国で公開されたサバイバル映画である。監督はハニ・アブ＝アサド、主演はイドリス・エルバとケイト・ウィンスレットが務めた。本作はチャールズ・マーティンが2011年に発表した小説『The Mountain Between Us』を原作としている。本作は日本国内で劇場公開されなかったが、2019年1月9日にDVDが発売された。

## 概略
ある年の冬。暴風雪で飛行機が運休になったために、外科医のベン・バスとジャーナリストのアレックス・マーティンはソルトレイクシティの空港で足止めを食らってしまった。2人には帰路を急ぐ理由があった。バスには診察する必要がある患者がいた。マーティンには明日結婚式を挙げる予定があった。そこで、2人はチャーター機を利用することにした。飛行中、パイロットが突如として心臓発作を起こしたため、飛行機が制御不能になり墜落してしまった。2人は重傷を負いながらも生きていたが、墜落した場所はユタ州の高山地帯であった。
過酷な自然環境のただ中を生き延びるために、2人は助け合わなければならなかった。そんな極限状況の中、バスとマーティンは急速に惹かれ合っていくのだった。

## キャスト
括弧内は日本語吹替キャスト。
- イドリス・エルバ - ベン・バス医師[6]（楠大典）

外科医。イギリス出身のアメリカ住み。
- ケイト・ウィンスレット - アレックス・マーティン[7]（皆川純子）

ジャーナリスト。結婚式を控えていたが取材のためにオハイオに行っていた。
- ダーモット・マローニー - マーク（原康義）

アレックスの婚約者。誠実な性格。
- ボー・ブリッジス - ウォルター（魚建）

パイロット。老練のベテラン。しかし、飛行中に容体が急変して墜落してしまい、死亡する。ベトナムでF5戦闘機を操縦したこともある。犬を飼っている。
- リンダ・ソレンセン - パメラ（鳳芳野）

## 製作

### プリ・プロダクション
2012年1月、チャールズ・マーティンの『The Mountain Between Us』の映画化に当たって、ヘラルド・ナランホが監督に、J・ミルズ・グッドローが脚色に起用されたとの報道があった。8月には、スコット・フランクがグッドローの脚本のリライトのために起用されたと報じられた。2014年11月、降板したナランホの代わりに、ハニ・アブ＝アサドが監督を務めることになった。同月、クリス・ワイツがグッドローの脚本の修正に当たっていると報じられた。
アブ＝アサドは本作に関して「私は過酷な状況下におけるラブストーリーを見たことがなかったのですが、生き残るにはオプティミズムと希望が大事な要素になるとは考えていました。また、仮にかなりの不運の持ち主であったとしても、生き続けることが大事なんだと思っています。もし悪運に屈するようなことがあれば、そのとき人は死ぬでしょう。しかし、もしも悪運と戦ったならば、生き抜くチャンスが得られるでしょうし、生がより良きものになるでしょう。確かに、こういうことはとてもシンプルな知恵でしょう。しかし、誰もが幸運に与れている現代であっても、こうした知恵は非常に重要なのです。」と語っている。

### キャスティング
主演2人のキャスティングは何回も変更されることとなった。2012年3月、マイケル・ファスベンダーがバス役に起用されたと報じられたが、9月にはスケジュールの都合で降板することとなった。その代役として起用されたのはチャーリー・ハナムであった。同月にはマーゴット・ロビーがマーティン役に起用されるとの報道が出た。2014年11月、降板することになったロビーの代わりに、ロザムンド・パイクが起用されると報じられた。2015年12月、ハナムとパイクが本作から降板したという発表があった。2016年2月、イドリス・エルバが本作の出演交渉に臨んでいると報じられた。6月には、ケイト・ウィンスレットの出演が決まった。2017年2月上旬、ダーモット・マローニーがマーティンの婚約者を演じるとの報道があった。

### 撮影
本作の主要撮影は2016年12月5日にバンクーバーで始まった。バンクーバー国際空港やアボッツフォード国際空港でのロケが行われた。12月20日から翌年1月3日はクリスマス休暇として、一時撮影が中断した。1月4日に撮影は再開され、パノラマ・マウンテン・ヴィレッジやインヴァーミア、ポートムーディなどでの撮影が行われた。2月24日には、主要撮影の全工程が終了した。7月下旬にはロンドンで追加撮影が行われた。
カナダの高山地帯での撮影は困難を極めるものだった。スタッフは極度の低温に苦しめられたのだという。本作の多くのシーンは山頂で撮影されたのだが、そこに辿り着くためには自動車で40分かけて移動する必要があった。また、大型機材の搬入にはヘリコプターが使用されたのだが、天候の悪化が原因でヘリを動かせないこともままあったのだという。

### 音楽
本作で使用されている楽曲を作曲したのはラミン・ジャヴァディである。本作の予告編には、シーアとゼイン・マリクが歌う『Dusk Till Dawn』が使用された。

## 公開
2017年9月9日、本作は第42回トロント国際映画祭でプレミアを迎えた。当初の予定では、本作は2017年10月20日に全米公開されることになっていたが、後に公開日が同年10月6日に前倒しされることとなった。

## 興行収入
本作は『ブレードランナー 2049』や『My Little Pony: The Movie』と同じ週に公開され、公開初週末に1100万ドルから1200万ドルを稼ぎ出すと予想されていたが、実際の数字はこれを下回るものであった。2017年10月6日、本作は全米3088館で封切られ、公開初週末に1055万ドルを稼ぎだし、週末興行収入ランキング初登場2位となった。

## 評価
本作に対する批評家からの評価は平凡なものに留まっている。映画批評集積サイトのRotten Tomatoesには155件のレビューがあり、批評家支持率は41%、平均点は10点満点で5.2点となっている。サイト側による批評家の見解の要約は「『ザ・マウンテン 決死のサバイバル21日間』のストーリーは非現実的すぎるかもしれない。しかし、イドリス・エルバとケイト・ウィンスレットの名演によって、同作の質は向上している。」となっている。また、Metacriticには37件のレビューがあり、加重平均値は48/100となっている。なお、本作のCinemaScoreはA-となっている。
『スクリーンデイリー』のティム・グリーソンは「『ザ・マウンテン 決死のサバイバル21日間』はサバイバルと華やかなラブストーリーを両立させるのに苦闘している。」「イドリス・エルバとケイト・ウィンスレットのケミストリーによって、単なるお涙頂戴物に留まらない出来になった。」と評している。『バラエティ』のピーター・デブルージは「見る者を震え上がらせるほどの過酷さを描いているわけでもなければ、心温まるような恋愛を描写しているわけでもない。」と批判している。

## テレビ放送
| 回 | 放送日         | 放送時間（JST）   | 放送局                      | 放送枠             | 備考         |
| -- | -------------- | ----------------- | --------------------------- | ------------------ | ------------ |
| 1  | 2023年10月30日 | 月曜13:40 - 15:40 | テレビ東京 （関東ローカル） | 午後のロードショー | 地上波初放送 |